# 小行星9793
小行星9793（英語：9793 Torvalds）是一颗围绕太阳公转的小行星。1996年1月16日，太空监视在基特峰发现了此天体。
这颗小行星的绝对星等为344.2070570744281等。